# Brother's War
Pour plus de détails, voir Fiche technique et Distribution.
Brother's War est un film de guerre américain sorti en 2009 et réalisé par Jerry Buteyn. Il a été tourné à Fort MacArthur, San Pedro, Los Angeles et Petaluma, en Californie.

## Synopsis
Seconde Guerre mondiale, front de l'Est. La Wehrmacht est encerclée par les forces Alliées (Américains et Russes), qui sont décidées à prendre Berlin, la capitale de l'Allemagne nazie. Un officier britannique, le major Andrew Pearman, attaché militaire auprès de l'Armée rouge, est témoin du massacre de dignitaires polonais par les Soviétiques. Il est alors emprisonné et, menacé de mort, il va devoir pour s'enfuir faire équipe avec un détenu qui n'est autre qu'un officier allemand, le capitaine Klaus Mueller. Le major découvre que, tout comme lui, le capitaine est franc-maçon, d'où le titre du film.

## Fiche technique
- Titre original : Brother's War
- Réalisation : Jerry Buteyn
- Scénario : Warren Lewis et Tino Struckmann
- Décors et costumes : Lance Miccio (décors), Carol Mushlitz et Hap Rinker (costumes)
- Photographie : Jason Newfield
- Son : Alexandra Gallo et Benjamin Hoekstra
- Montage : Paul Kavadias
- Musique : Christopher Ward
- Production : Hans Beerbaum et Jerry Buteyn
- Sociétés de production : Almighty Dog Productions
- Pays de production : États-Unis
- Langue : anglais
- Format : Son - Dolby Digital
- Genre : Guerre
- Durée : 100 minutes
- Dates de sortie :
  - États-Unis : 26 mai 2009 en DVD
  - Royaume-Uni : 22 juin 2009 en DVD
  - Japon : 3 juillet 2009 en DVD
  - France : 2 juin 2010 en DVD

## Distribution
- Tino Struckmann : Capitaine Klaus Mueller
- Michael Berryman : Colonel Petrov
- Olivier Gruner : Anton
- Hayley Carr : Anna
- Hugh Daly : Major Andrew Pearman
- Steve London : Old Klaus